# Парадокс Клейна
Парадо́кс Кле́йна — физический парадокс, возникающий при рассмотрении задачи о туннелировании релятивистской частицы через высокий потенциальный барьер: при решении уравнения Дирака вероятность прохождения частицы через потенциальный барьер, высота которого больше, чем удвоенная энергия покоя частицы, и пространственная ширина которого меньше, чем комптоновская длина волны частицы, стремится к единице, независимо от высоты барьера. Назван в честь Оскара Клейна.
Этот парадокс имеет общефизический характер и наблюдается в ядерной физике, физике твердого тела (электронно-дырочные возбуждения в графене), космологии.
Общепринятое объяснение парадокса лежит в плоскости квантовой теории поля. Так, уравнение Дирака описывает не движение отдельной частицы, а эволюцию во времени квантового поля, в котором будут присутствовать и античастицы. Поэтому при наличии сильных полей будет происходить рождение пар и вновь родившиеся частицы могут возникать и за барьером.
Изучен численно в 2004 году физиками из университета Иллинойса, с использованием компьютерного моделирования показано, что электрон полностью отражается от барьера, а в барьере создаются электрон-позитронные пары.